# Comuna Mihovljan, Krapina-Zagorje
Mihovljan este o comună în cantonul Krapina-Zagorje, Croația, având o populație de 1.938 de locuitori (2011).

## Demografie
Componența etnică a comunei Mihovljan
     Croați (99,64%)
     Necunoscut (0%)
     Neclasificat (0,21%)
Componența confesională a comunei Mihovljan
     Catolici (99,64%)
     Necunoscută (0,05%)
     Alte religii (0,31%)
Conform recensământului din 2011, comuna Mihovljan avea 1.938 de locuitori. Din punct de vedere etnic, majoritatea locuitorilor (99,64%) erau croați. Din punct de vedere confesional, majoritatea locuitorilor (99,64%) erau catolici. Pentru 0,05% din locuitori nu este cunoscută apartenența confesională.